# Афонтовская культура
Афонтовская культура — это археологическая культура позднего палеолита, существовавшая 15-12,5 тыс. лет назад и располагавшаяся на севере Минусинской котловины на территории современного Красноярского края.
Своё название культура получила по археологическому памятнику Афонтова гора — группе из четырёх стоянок на левом берегу Енисея, у города Красноярска.
Первые памятники были открыты и исследованы в 1884 году И. Т. Савенковым. Основные раскопки велись в 1923—1925 годах Николаем Ауэрбахом, Валерианом Громовым, Георгием Сосновским. В 2014 году на Афонтовой горе найдена нижняя челюсть человека, жившего 12—14 тыс. лет назад. 
На стоянках были найдены типичные орудия — скребки и скрёбла, долотовидные орудия, чопперы, подвески из камня, наконечники копий, шилья, иглы, пронизки, диадемы из бивня мамонта, кости, рога. Были открыты жилища-землянки, каменные рубила, скребла, остроконечники, шлифовальные плитки, костяные шилья и иглы, украшения. А также были найдены остатки костей северного оленя.